# Pierre Janssen

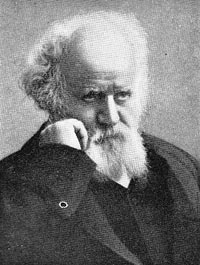
Pierre Janssen.

Pierre Jules César Janssen (París, 22 de febrero de 1824-Meudon, 23 de diciembre de 1907) fue un astrónomo francés, descubridor del elemento químico helio, que en 1868 ideó un sistema para observar prominencias solares sin necesidad de utilizar los eclipses. Fue delegado de Francia a la Conferencia Internacional del Meridiano
El 18 de agosto de ese mismo año, mientras observaba un eclipse de Sol en la India, observó una línea amarilla brillante con una longitud de onda de 587,49 nanómetros en el espectro de la cromosfera del sol, lo que indicaba la existencia de un elemento desconocido. Cuando dio a conocer este hecho fue ridiculizado, puesto que no se había detectado ningún elemento en el espacio antes de ser encontrado en la Tierra. El 20 de octubre del mismo año, el astrónomo inglés Lockyer también observó la misma línea amarilla en el espectro solar y concluyó que estaba causada por un elemento desconocido, después de que sin éxito intentó probar que era un cierto tipo de hidrógeno. Posteriormente demostró que se trataba de un elemento nuevo hasta la fecha: el helio.

## Historia
Janssen nació en París,  quedó permanentemente cojo a causa de un accidente cuando era niño. Inicialmente trabajó como empleado de banco. Se graduó en matemáticas en la Universidad de París en 1852 y en 1865 se convirtió en profesor de física en la École Speciale d'Architecture de París. Era un entusiasta observador de los eclipses.
Enseñó en el Lycée Charlemagne en 1853 y en la Escuela de Arquitectura entre 1865 y 1871,  pero dedicó sus energías principalmente a varias misiones científicas que le fueron confiadas. Así, en 1857 viajó a Perú para determinar el Ecuador magnético, en 1864 estudió la absorción telúrica en el espectro solar en Italia y Suiza; en 1867 realizó experimentos ópticos y magnéticos en las Azores; y observó con éxito el Tránsito de Venus en 1874 en Japón, y en 1882 en Orán (Argelia).
Estuvo en Guntur (India) para estudiar el eclipse total de sol previsto para el 18 de agosto de 1868. La importancia del viaje radicaba en que podría observar las prominencias o las flamas rojas del sol y, con ello, poder determinar que este astro contenía otro elemento químico: el helio. Es uno de los más importantes reconocimientos tributados a Janssen es que se le considera descubridor del helio en 1868. En 1935 la UAI decidió en su honor llamarle Janssen a un astroblema lunar.
En 1874 inventó un revólver fotográfico con obturador de plano focal para el estudio cronofotográfico del paso de Venus. Posteriormente tal invento fue de gran uso para investigadores como Étienne Jules Marey para llevar a cabo observaciones e investigaciones.
El siguiente año, además de ser nombrado director del Observatorio de París situado en Meudon, presentó el revólver fotográfico a la Société Francaise de Photographie. En abril de 1876 hizo lo mismo en la Académie des Sciences, en donde sugiere que su aparato puede ayudar en el estudio del movimiento animal, especialmente de aquellos cuyo movimiento pudiera resultar complicado capturar para una cámara normal.
En 1877 fotografió el sol, en 1881 el gran cometa y en 1885 las manchas del sol. En 1880 trabajó sobre la solarización y en 1881 Julius Scheiner, P. Jansen y Karl Schwarzchild desarrollaron la sensitometría. 

## Expediciones
Realizó expediciones a Trani (1867), Guntur (1868), Argel (1870), Tailandia (1875), y las Islas Carolinas (1883). Visitó Alcocéber (España) en 1905. En el gran eclipse indio de 1868 demostró la naturaleza gaseosa de las prominencias rojas, e ideó un método de observarlas bajo condiciones ordinarias de la luz del día. Partió de París en globo hasta Orán para observar el eclipse de 1870, ya que París estaba asediada por las tropas prusianas del mariscal Bismarck. Uno de los principales objetivos de sus investigaciones espectroscópicas era contestar a la pregunta de si el Sol contiene oxígeno o no. Otro era la eliminación virtual de la absorción lumínica del oxígeno en la atmósfera de la Tierra; este proyecto fue establecido en la cima del Mont Blanc, donde se construyó un observatorio. En 1875 fue designado director del nuevo observatorio astrofísico establecido por el gobierno francés en Meudon. En 1904 publicó un atlas con numerosas imágenes solares conocido como Atlas de fotografías solares, además del primer volumen de los Annales de l'Observatoire de Meudon.

## Reconocimientos

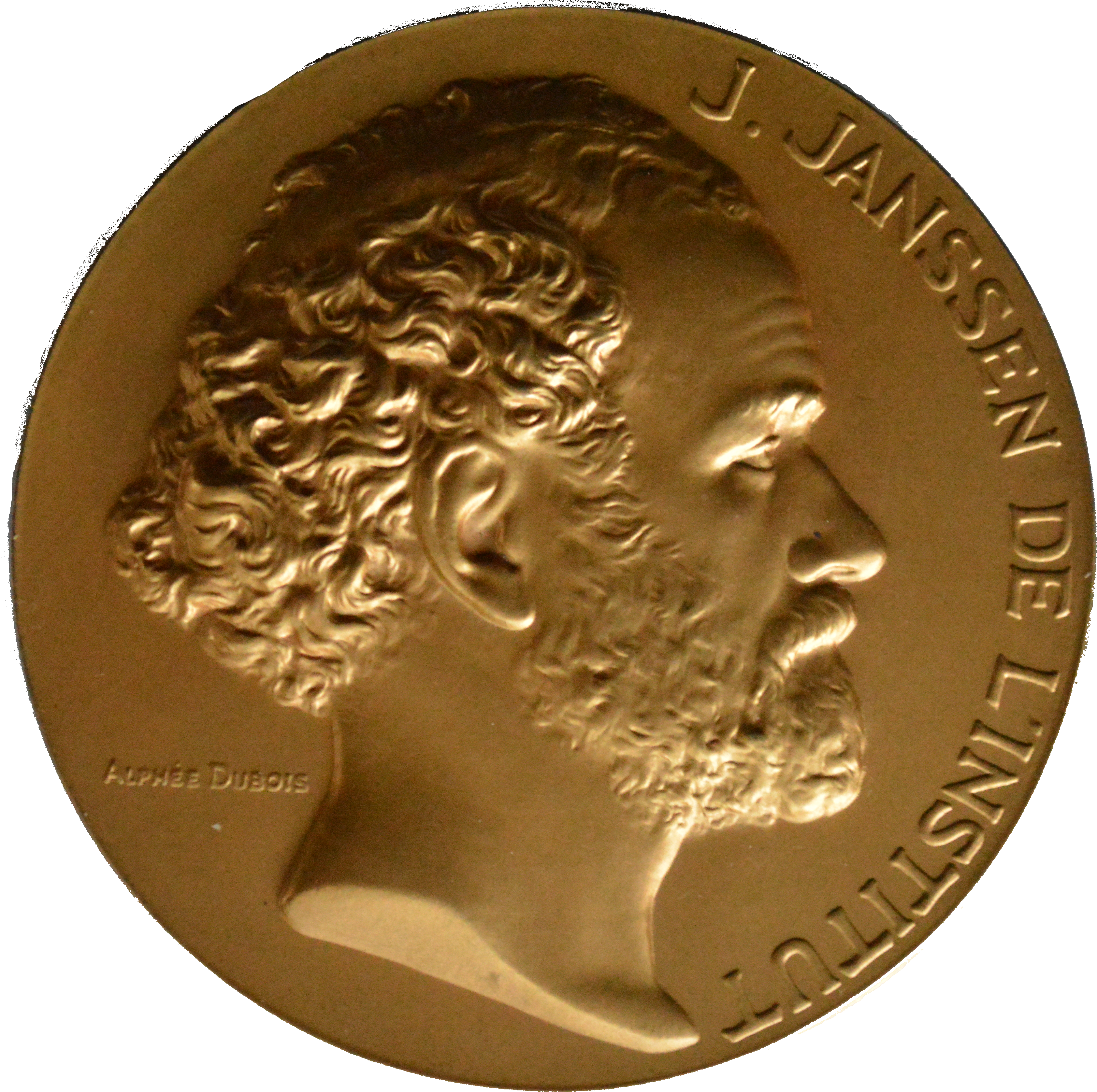
Medalla del Premio Janssen

- El Premio Jules Janssen y la Medalla Janssen conmemoran su nombre.
- En 1867 recibió la Medalla Rumford.
- Presidente honorario de la Société française de Photographie de 1891 a 1893, sucediendo a Eugène Péligot , presidente de la Unión Nacional de Sociedades Fotográficas de Francia en 1892 y presidente de la Sociedad Astronómica de Francia entre 1895 y 1897.[8]
- En 1906, recibió la Medalla del Progreso de la Royal Photographic Society, «por sus servicios eminentes a la fotografía, especialmente en sus aplicaciones a las investigaciones solares y espectroscópicas»

## Eponimia
- El cráter lunar Janssen lleva este nombre en su memoria.
- El cráter marciano Janssen también conmemora su nombre.
- El asteroide (225) Henrietta lleva este nombre en memoria de su esposa.